# Sònia de Ignacio-Simó i Casas
Sònia de Ignacio-Simó Casas (Terrassa, Vallès Occidental, 24 de gener de 1971) ha estat una jugadora d'hoquei sobre herba catalana.
Formada al Club Deportiu Terrassa, va guanyar cinc Campionats de Catalunya, dos Copes de la Reina i una Lliga espanyola. Internacional amb la selecció espanyola, va participar en els Jocs Olímpics d'Atlanta 1996 i Sidney 2000, on va finalitzar en la quarta posició. Després de la seva retirada com a jugadora al final de la temporada 1999-00, va exercir com a entrenadora i directora tècnica del CD Terrassa, aconseguint dos Campionats de Catalunya, una Copa de la Reina i dues Lligues espanyoles. També va dirigir la selecció espanyola sub-18.
Entre d'altres reconeixements, ha rebut la medalla a l'esperit esportiu de l'Ajuntament de Terrassa el 1997 i el premi a la millor esportista del 2000 de Terrassa.

## Palmarès

### Com a jugadora
Selecció espanyola
- 4t lloc als Jocs Olímpics de Sidney 2000

Clubs
- 1 Lliga espanyola d'hoquei herba femenina: 1999-00
- 2 Copa espanyola d'hoquei herba femenina: 1997-98, 1999-00
- 5 Campionat de Catalunya d'hoquei herba femenina: 1991-92, 1996-97, 1997-98, 1998-99, 1999-00

### Com a entrenadora
Clubs
- 2 Lliga espanyola d'hoquei herba femenina: 2000-01, 2001-02
- 1 Copa espanyola d'hoquei herba femenina: 2000-01
- 2 Campionat de Catalunya d'hoquei herba femenina: 2000-01, 2001-02